# François Fournier
François Fournier (ur. 20 stycznia 1961) – francuski judoka. Startował w Pucharze Świata w latach 1990-1992 i 1994. Złoty medalista mistrzostw Europy w drużynie w 1984, a także igrzysk śródziemnomorskich w 1991 i uniwersyteckich MŚ w 1984. Mistrz Francji w 1984, 1985, 1989 i 1991 roku.